# Güvercinlik, Nevşehir
Güvercinlik là một xã thuộc thành phố Nevşehir, tỉnh Nevşehir, Thổ Nhĩ Kỳ. Dân số thời điểm năm 2011 là 599 người.